# OYQ-5
OYQ-5 TDS（目標指示装置、英語: Target Designation System）は、海上自衛隊のC4Iシステム（戦術情報処理装置）の一つ。また本項目では、OYQ-5より発展したOYQ-6, OYQ-7, OYQ-8に関しても記述する。
OYQ-5は、海上自衛隊のワークホースたる汎用護衛艦（DD）に戦術情報処理装置を搭載したという点で、極めてエポックメイキングな機種であった。以後の戦術情報処理装置の国産化において重要な基盤となり、発展型のOYQ-6、 OYQ-7、OYQ-8も含めると計34隻に搭載された。
なお、本機を含めた海上自衛隊の電子機器の型番はアメリカ軍の軍用電子機器の命名規則におおむね基づいているが、一文字目のみは、米軍式では「S」がつけられるべきところを、「お船」（Ofune）ないし「艦載用」（On Board）を捩った「O」とされている。本機の場合は、水上船舶搭載の情報処理用機器、特殊又は複合目的ということになる。

## 来歴
海上自衛隊では、ポスト4次防期（昭和52～54年度）において、護衛艦隊の8艦8機体制化という新編制（いわゆる「新･八八艦隊」）への移行を計画していた。この編制では、ワークホースとして、従来の多目的護衛艦（DDA）と対潜護衛艦（DDK）を統合した新艦種として、汎用護衛艦（52DD; のちのはつゆき型）の導入が必要とされた。
52DDでは、個艦防空火力としてシースパローIBPDMSの導入が計画された。これは、しらね型（50DDH）で導入されたシースパローBPDMS（短SAMシステム1型-1）の改良型であった。同型のシースパローBPDMSは、TDS-2目標指示装置による武器管制を受けていたことから、52DDのシースパローIBPDMSは、これを発展させたTDS-3目標指示装置と組み合わされる計画であった。
しかし対艦ミサイル脅威の深刻化を受けて、生存性の確保のためには、たちかぜ型（46DDG）のWESと同様に脅威評価・武器管制（TEWA）機能が必要と考えられるようになった。これに応じて、TDS-3の計画を発展させて開発されたのがOYQ-5である（TDS-3の名称も、通称として生き残ることになった）。ソフトウェアはすべて国産とされており、三菱電機が海自プログラム業務隊との連携下に開発したが、開発にあたっては、アメリカ海軍を参考にした独自のドキュメント体系の策定から着手する必要があった。またDDGのWESやDDHのTDPSのソフトウェアは基本的に米UNIVAC社製品を対外有償軍事援助（FMS）により購入していたため、独自システムの開発経験がなかったことから、コードサイズの見積もりや工程管理などの面でかなり難航したが、1977年5月に運用要求が完成した。なお開発にあたっては、スペリー-UNIVAC社との技術提携が行われており、同社の技術者4名が来日して支援作業にあたった。

## OYQ-5

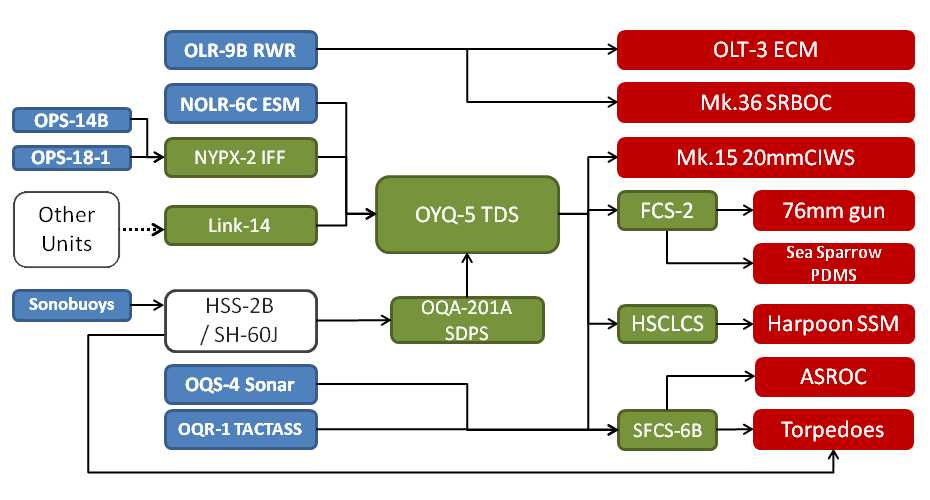
はつゆき型の搭載システム。このうちレーダー情報入力等は手動である。

既存の訓練・教育および機材整備体系との整合性の観点から、ハードウェアはWESやTDPSと同様の米国製が採用されており、下記のような構成となった。
- 電子計算機 - AN/UYK-20×1基
- TDSコンソール - OJ-194/UYA-4×4基
  - 追尾員用
    - 対空目標追尾員（Air Detector Tracker: AD/T）
    - 水上目標追尾員（Surface Detector Tracker: SD/T）

  - 管制官用
    - 戦術評定・武器管制官（Evaluator/Ship Weapon Coordinator: EVAL/SWC）
    - 射撃指揮装置/ミサイル・ランチャー管制官（Director Assignment Controller/Weapon Assignment Controller: DAC/WAC）
- WCP-1A武器管制盤

TDSコンソールは、WESやTDPSと同じOJ-194/UYA-4が採用された。当初は3基構成の予定だったが、対潜戦機能（ソナー探知目標表示および哨戒ヘリコプター管制）能力付与のため、上記の通り4基に増備された。電子計算機として採用されたAN/UYK-20は、WESやTDPSで採用されたCP-642B/USQ-20よりも1世代新しい機種であり、OYQ-5ではメモリサイズ64キロワードの機種が採用された。ただしメモリサイズは当時としても小容量であったためにソフトウェアの開発には苦労が伴い、例えばオペレーティングシステム（OS）については、汎用のOSの核の部分のみ小さくまとめた独自のOSを開発して、メモリの有効活用を図った。プログラミング言語としてはCMS-2を使用した。
センサー情報をもとに目標の脅威評価を行ない、シースパローIBPDMSおよび76mm単装速射砲による適切な武器の指向をリコメンドする（すなわちTEWA機能を備えた）システムであり、性能的にはミサイル護衛艦向けのWESにおおむね匹敵するものとされている。ただしOPS-14やOPS-18などのレーダー・システムとの連接は実現せず、レーダー情報の入力は手動で行なう必要があったため、応答時間の短縮上限界があった。
戦術データ・リンクとしては、処理能力やコストの面から、当時北大西洋条約機構（NATO）で標準的に採用されていた双方向式のリンク 11の搭載は断念された。その後、リンク 14を通じて受信した情報を入力する機能が後日装備されたものの、これは本来はラジオテレタイプ（RTTY）を通じたテレタイプ端末での受信用であり、受信・読み取り・作図等の所要の情報処理上のタイムロスがあり、自艦（僚艦）対空レーダ探知目標の後追い情報となるため有効性に乏しく、またテレタイプ英文印刷であるため読み取り員には上級電測員を配員せざるを得ず、実用性には乏しかった。

### 搭載艦
- はつゆき型護衛艦（52DD）（OYQ-5〜5C-1）
- たかつき型護衛艦（56FRAM）
  - FRAM改修後の「たかつき」, 「きくづき」（OYQ-5B/C-2, TDS-3-2とも）

## OYQ-6/7
OYQ-5は、WESやTDPSと比してコンパクトで、DDに求められる最小限の機能を保有していた。しかし電子計算機の性能上、将来発展余裕に乏しく、プログラムの柔軟性発揮が難しかった。また特にリンク 11の未装備は、艦隊の情報共有に参加できないという点で、戦力の大きな減殺となった。このことから、はつゆき型を発展させたあさぎり型（58DD）では、OYQ-5をもとに下記のように強化したOYQ-6が搭載されることになった。
- リンク 11との連接
- 対空レーダーとの連接
- 電子戦機能との連接
- ヘリコプター戦術情報表示装置（HCDS）との連接

名称もミサイル護衛艦向けのシステムと同じCDS（英: Combat Direction System、戦闘指揮装置）に変更されたことから、“full destroyer CDS”とも称される。電子計算機としては、あさぎり型で搭載されたOYQ-6〜6Bではメモリサイズを192キロワードに拡張したUYK-20 1基を使用した。またTDSコンソールも5基に増備された。
その後、同型の最終艦（61DD）において、86式えい航式パッシブソーナーOQR-1の運用に対応するためOYQ-101 対潜情報処理装置（ASWDS）が搭載されたことに伴い、これとの連接に対応したOYQ-7に発展した。これにより、対潜戦におけるパッシブ情報の統合・表示機能が強化されており、この情報処理所要の増大に伴い、電子計算機はデュアルプロセッサ化され、160キロワードのメモリを備えたUYK-20 2基とされている。またTDSコンソールとして、OJ-197が追加された。これはのちに、あさぎり型の他艦にもバックフィットされたほか、「ひえい」（FRAM改修後）にも搭載された。なお、アメリカ海軍協会 (USNI) ではあぶくま型（61DE）にもOYQ-7が搭載されたとみていたが、実際には、同型の戦闘指揮所は戦術情報処理装置をもたない在来型であった。

### 搭載艦
- あさぎり型護衛艦
  - 「あさぎり」（58DD）〜（OYQ-6〜6B）
  - 「うみぎり」（61DD）（OYQ-7）
  - 「あまぎり」（59DD）（OYQ-7B-1）
- はるな型護衛艦
  - 「はるな」（58FRAM）（OYQ-6-2）
  - 「ひえい」（59FRAM）（OYQ-7B-2）
- 「かしま」（04TV）（OYQ-6C）

## OYQ-8
ミサイル艇（PG）向けに開発されたOYQ-8シリーズも、OYQ-5/6/7と同様に小型コンピュータのみが使用されている。ミサイル艇1号型（02PG）で搭載されたOYQ-8では、OYQ-5と同様にUYK-20が1基搭載された。続くはやぶさ型ミサイル艇（11PG）で搭載されたOYQ-8Bおよび改良型のOYQ-8Cでは、新世代のAN/UYK-44に更新された。
なお、特に76mm単装速射砲を備えた11PGのOYQ-8Bにおいては、センサとしてOPS-18-3対水上捜索レーダーやOPS-20航海レーダー、NOLR-9B電波探知装置（ESM）など、また武器システムとして艦対艦ミサイル艦上装置とFCS-2-31Cを備え、またリンク 11への接続能力を備えるなど、対空捜索レーダーや対潜戦用の水測装備・対潜兵器を持たない点を除けば、OYQ-6に類似した機能となっている。